# Agrève
Pour les articles homonymes, voir Saint-Agrève et Saint-Égrève.
Agrève ou Égrève, parfois appelé Agripan (en latin : Agripanus), est un évêque du Puy-en-Velay mort martyr le 1er février 602. Il est surnommé l'« apôtre des Boutières » en raison de sa grande activité missionnaire dans cette région. Il fonde une paroisse à Chinac (Chinacum), qui prendra le nom de Saint-Agrève, où il meurt et est inhumé. Ses reliques sont plus tard transférées à l'église Saint-Georges du Puy-en-Velay, et Agrève est un saint fêté le 1er février, le jour de son décès.

## Hagiographie
Selon sa légende, Agrève naît en Hispanie de parents nobles. Il est nommé évêque du Puy pour ramener à la foi catholique les fidèles suivant les doctrines d'Arius et de Helvidius, ainsi que convertir les païens. Il est emprisonné à Chinac et décapité sur ordre d'une dame très influente du lieu. Selon certaines versions, il était accompagné dans le martyre par son diacre Ursicin.
Avant de mourir, il aurait déclaré : « Là où ma tête roulera, une fontaine jaillira qui jamais ne tarira ». Sa tête roule jusqu'au bas du mont Chinac, et une source d'eau jaillit là où sa tête s'arrêta. On signala plusieurs guérisons miraculeuses et une petite chapelle fut édifiée en 1946 par le P. Belin, curé de Saint-Agrève.

### Articles liés
- Diocèse du Puy-en-Velay
- Liste des évêques du Puy-en-Velay